# Вітленд (округ, Монтана)
Шаблон:StateAbbr_ 46°28′ пн. ш. 109°50′ зх. д. / 46.47° пн. ш. 109.84° зх. д.
Округ  Вітленд (англ. Wheatland County) — округ (графство) у штаті  Монтана, США. Ідентифікатор округу 30107.

## Історія
Округ утворений 1917 року.

## Демографія
За даними перепису 
2000 року 
загальне населення округу становило 2259 осіб, усе сільське.
Серед мешканців округу чоловіків було 1118, а жінок — 1141. В окрузі було 853 домогосподарства, 541 родин, які мешкали в 1154 будинках.
Середній розмір родини становив 2,86.
Віковий розподіл населення поданий у таблиці:
| Стать    | До 15 років | 15-21 | 22-29 | 30-39 | 40-49 | 50-65 | 65-85 | Понад 85 |
| -------- | ----------- | ----- | ----- | ----- | ----- | ----- | ----- | -------- |
| Чоловіки | 242         | 89    | 88    | 115   | 154   | 232   | 170   | 28       |
| Жінки    | 246         | 110   | 86    | 109   | 164   | 188   | 205   | 33       |

## Суміжні округи
- Джудит — північ
- Ферґус — північ
- Ґолден-Веллі — схід
- Світ-Ґрасс — південь
- Мар — захід

## Виноски
1. ↑  US Decennial Census. US Census Bureau. Архів оригіналу за 4 квітня 2018. Процитовано 30 листопада 2014.
2. ↑  Historical Census Browser. University of Virginia Library. Архів оригіналу за 11 серпня 2012. Процитовано 30 листопада 2014.
3. ↑  Population of Counties by Decennial Census: 1900 to 1990. US Census Bureau. Архів оригіналу за 22 вересня 2018. Процитовано 30 листопада 2014.
4. ↑  Census 2000 PHC-T-4. Ranking Tables for Counties: 1990 and 2000 (PDF). US Census Bureau. Архів оригіналу (PDF) за 18 грудня 2014. Процитовано 30 листопада 2014.
5. ↑  State & County QuickFacts. US Census Bureau. Архів оригіналу за 22 липня 2011. Процитовано 16 вересня 2013.(англ.) Наведено за англійською вікіпедією.
6. ↑  American FactFinder. Бюро перепису населення США. Архів оригіналу за 21 травня 2008. Процитовано 31 січня 2008.

| США | Це незавершена стаття з географії США. Ви можете допомогти проєкту, виправивши або дописавши її. |